# Suder
Suderen, (Tinca tinca) er en grøn karpefisk som lever nær bunden i søer og moser. Opholder sig især ved vandplanter, åkandestængler, siv og nedsunkne grene. Lever af snegle, muslinger, dafnier og forrådnede plantedele og bliver derfor også kaldt "mosens skraldemand". Har et tykt slimlag og man troede derfor i gamle dage at den kunne bruges til medicinsk brug – derfor blev den også kaldt "doktorfisken". Suderen findes også i en gylden variant, guldsuderen, som bliver brugt til havedamme
Man kan kende forskel på han- og hunfiskene ved at kigge på bugfinnerne: Her er hannernes noget større og "stivere" end hunnens.
Suderen har to skægtråde som den bruger til at finde ud af, hvor den kan finde føde. Maksimalvægten er omkring 6-7 kg i ideelle vande. Den største registrerede suder fanget i Danmark vejede 5,25 kg og blev fanget i 2013.
Suderen er med en lystfiskers øjne meget populær, blandt andet pga. dens gode fightegenskaber. Her kan man blandt andet fange den på orm og majs.